# Кламмер (медицина)
Кламмер (нем. Klammer — прищепка, скоба) — фиксирующий элемент, охватывающий часть поверхности зуба и способствующий удержанию протеза на челюсти.

## Конструкция
Классификация кламмеров:
- по материалу: металлические, пластмассовые, комбинированные;
- по месту прилегания: зубные, десневые (пилоты) и зубодесневые;
- по форме: круглые, полукруглые, ленточные;
- по методу изготовления: прессованные, гнутые, литые;
- по функции: удерживающие, опорные и опорно-удерживающие;
- по охвату зуба: одноплечие, двуплечие, двойные, кольцеобразные, переходные, многозвеньевые (непрерывные).
Материалы для изготовления кламмеров - сплавы металлов: хромоникелевый, хромокобальтовый, золото-платиновый (750-й пробы).
Конструкция удерживающего кламмера:
- плечо – часть кламмера, охватывающая коронку зуба, располагается в зоне между экватором и десной, должно обладать хорошей упругостью и прилегать к поверхности зуба на всем протяжении;
- тело – это мало пружинящая часть, располагающаяся на экваторе зуба (исключение 11 и 12 зубы – тело располагается выше экватора) на его контактной поверхности;
- отросток кламмера расположен в базисе под искусственными зубами параллельно альвеолярному отростку и жестко соединяет сам кламмер с базисом протеза.

## Функции кламмеров
- опора: передача жевательного давления на опорный зуб;
- удержание: предотвращение выпадения протеза во время еды;
- охват: предотвращение бокового смещения протеза;
- противодействие: два плеча фиксируют зуб, предотвращая движение в противоположных направлениях.[1]